# Championnats d'Europe de cyclo-cross 2007
Navigation
Édition précédente Édition suivante
Les Championnats d'Europe de cyclo-cross 2007 se sont déroulés le 4 novembre 2007, à Hittnau en Suisse.

## Résultats

### Hommes
| Épreuves        | Or             | Argent            | Bronze        |
| --------------- | -------------- | ----------------- | ------------- |
| Moins de 23 ans | Niels Albert   | Philipp Walsleben | Lukáš Klouček |
| Juniors         | Lubomír Petruš | Arnaud Jouffroy   | Peter Sagan   |

### Femmes
| Épreuves | Or                   | Argent            | Bronze                   |
| -------- | -------------------- | ----------------- | ------------------------ |
| Élites   | Daphny van den Brand | Maryline Salvetat | Christel Ferrier-Bruneau |

## Tableau des médailles
| Rang  | Nation    | Or | Argent | Bronze | Total |
| ----- | --------- | -- | ------ | ------ | ----- |
| 1     | Tchéquie  | 1  | 0      | 1      | 2     |
| 2     | Belgique  | 1  | 0      | 0      | 1     |
| 2     | Pays-Bas  | 1  | 0      | 0      | 1     |
| 4     | France    | 0  | 2      | 1      | 3     |
| 5     | Allemagne | 0  | 1      | 0      | 1     |
| 6     | Slovaquie | 0  | 0      | 1      | 1     |
| Total | Total     | 3  | 3      | 3      | 9     |